# 2020년 하계 올림픽에서의 코로나19 발생
2020년 하계 올림픽에서의 코로나19 발생은 2020년 하계 올림픽 개막식에 앞서 2021년 7월 도쿄의 2020 올림픽 선수촌과 그 일대에서 발생한 일본의 코로나19 범유행이다.
2021년 7월 17일 이후 2020년 하계올림픽 관련 감염 사례가 110건여건가량 발생했다. 이는 올림픽 이전에 이에 대한 우려를 불러일으켰다. 올림픽 선수촌을 둘러싼 일명 '보호막'이 깨졌다는 평가도 나왔다.

## 배경
2013년 9월 7일, 도쿄가 제125차 국제 올림픽 위원회 총회에서 아르헨티나의 부에노스아이레스와 이스탄불의 마드리드와의 경쟁에서 승리하고, 2020년 하계 올림픽 개최지로 선정됐다. 이에 따라서 이는 1964년 도쿄올림픽(하계), 1972년 삿포로올림픽(동계), 1998년 나가노올림픽(동계)에 이어 일본에서 열리는 네 번째 올림픽이 되었다. 또한 도쿄는 아시아에서 처음으로 하계 올림픽을 두 번 개최한 도시가 되었다.
2019년 12월 1일, 중국 우한에서 코로나19 바이러스 (COVID-19)의 첫 번째 사례가 확인되었다. 이후 바이러스는 전 세계로 확산되어 역사상 가장 치명적인 전염병 중 하나가 되었다.
이 바이러스는 2020년 1월 16일 가나가와 현 출신의 남성이 바이러스에 대해 양성 반응을 보인 것을 처음으로, 일본에서 확산되기 시작했다. 이후 코로나19 범유행이 선수와 올림픽 방문객에게 미칠 잠재적 영향에 대한 우려가 제기됐다. 2020년 2월, 도쿄 올림픽 주최측은 게임이 연기되거나 취소되지 않을 것이라고 밝혔다. 또한 주최측은 질병의 확산을 면밀히 모니터링하고 있다고 말했다. 이에 IOC는 아베 신조 당시 총리가 "일본이 늦어도 내년 여름(2021년) 이후로 연기하는 것을 관리할 수 없다는 점을 매우 분명히 했다"고 밝혔다.
2020년 3월 24일, 원래 2020년 7월 24일부터 8월 9일까지 열릴 예정이던 게임이 코로나19 범유행으로 인해 연기되었다. 2021년으로 일정이 변경되었음에도 불구하고 이번 올림픽은 마케팅 및 브랜딩 목적으로 여전히 '2020년 하계 올림픽'이라는 이름으로 진행된다. 올림픽이 취소가 아니라 연기된 것은 이번이 처음이다.
개회식이 연기된 뒤, 개회식을 1년 앞둔 2020년 7월 23일, 프로모션 비디오에는 수영 선수 이케에 리카코가 백혈병 진단을 받은 후 팬데믹에 대한 메시지와 스포츠 복귀 계획에 대한 메시지를 텅 빈 일본 국립 경기장 안에서 랜턴을 들고 등장했다.
일본 도쿄에서의 지속적인 코로나19 범유행에 따라서, 2021년 7월 8일 도쿄를 비롯한 수도권 지역에 긴급사태명령이 내려졌다. 또한 사상최초로 질병 퇴치 및 예방 조치로 올림픽의 모든 행사 및 경기가 무관중 경기로 진행된다.

## 바이러스의 전파
2020년 하계 올림픽과 관련된 첫 번째 감염 사례는 2021년 7월 17일 토요일에 처음으로 보고되었다. 남아프리카 공화국 축구 국가대표팀의 축구선수 3명이 개막식을 며칠 앞두고 양성 판정을 받았다. 이후 대한민국의 유승민, 전 올림픽 선수 및 국제 올림픽위원회 위원이 7월 18일 도쿄에서 착륙한 뒤 코로나 바이러스에 확진되었다. 며칠 뒤인 7월 20일, 미국의 체조 선수와 체코의 비치발리볼 선수가 양성 판정을 받았다.
| 날짜     | 확진자수 |
| -------- | -------- |
| 7월 17일 | 1        |
| 7월 18일 | 10       |
| 7월 19일 | 44       |
| 7월 20일 | 67       |
| 7월 21일 | 71       |
| 7월 22일 | 91       |
| 7월 23일 | 110      |

## 영향
2020년 도쿄올림픽 출전 자격을 지닌 몇몇 스포츠인들이 현재 진행 중인 전세계적인 코로나19 범유행과 일본의 코로나19 범유행 상황에 대한 우려로 참가하지 않겠다고 밝혔다.

## 같이 보기
- 코로나19로 인한 2020년 하계 올림픽 불참 선수 목록
- 2020년 하계 올림픽에 관한 논란